# Marina Mabrey
Marina Mabrey est une joueuse de basket-ball professionnelle américaine née le 14 septembre 1996 à Belmar, dans le New Jersey.
Sélectionnée en 19e position de la Draft WNBA 2019 par les Sparks de Los Angeles, elle évolue pour le Sun du Connecticut depuis 2024. Entre temps, elle a joué pour les Wings de Dallas et le Sky de Chicago.
Marina Mabrey et double championne du New Jersey avec son lycée de Manasquan. Elle remporte le championnat de National Collegiate Athletic Association (NCAA) en 2018 et atteint deux autres fois la finale.
Elle joue en Europe en Lettonie, en Italie et en Turquie et prend part en 2025 à la première saison de la ligue de basket-ball à trois, Unrivaled.

## Biographie

### Jeunesse et études
Marina Mabrey naît le 14 septembre 1996 à Belmar, dans le New Jersey.
Au lycée à Manasquan, Marina Mabrey, remporte deux titres de championnes du New Jersey, en 2012 et 2015. Elle est sélectionnée pour participer au McDonald's All-American Game avec les meilleurs lycéennes du pays,.
Elle s'inscrit à l'université de Notre-Dame-du-Lac, une université catholique américaine située à South Bend en Indiana. En quatre ans, elle mène les Fighting Irish deux années consécutives en finale du championnat de National Collegiate Athletic Association (NCAA) et remporte le tire en 2018 contre Mississippi State. Elle établi un nouveau record du programme pour le plus grand nombre de paniers à trois points réussis au cours d'une carrière (274),.

### Carrière professionnelle

#### WNBA
Marina Mabrey est sélectionnée en 19e position de la Draft WNBA 2019 par les Sparks de Los Angeles. Elle joue 31 matchs lors de sa saison de rookie et obtient des moyennes de 4,0 points, 1,2 rebonds et 1,0 passes décisives, avec une adresse de 34,4 % au shoot.

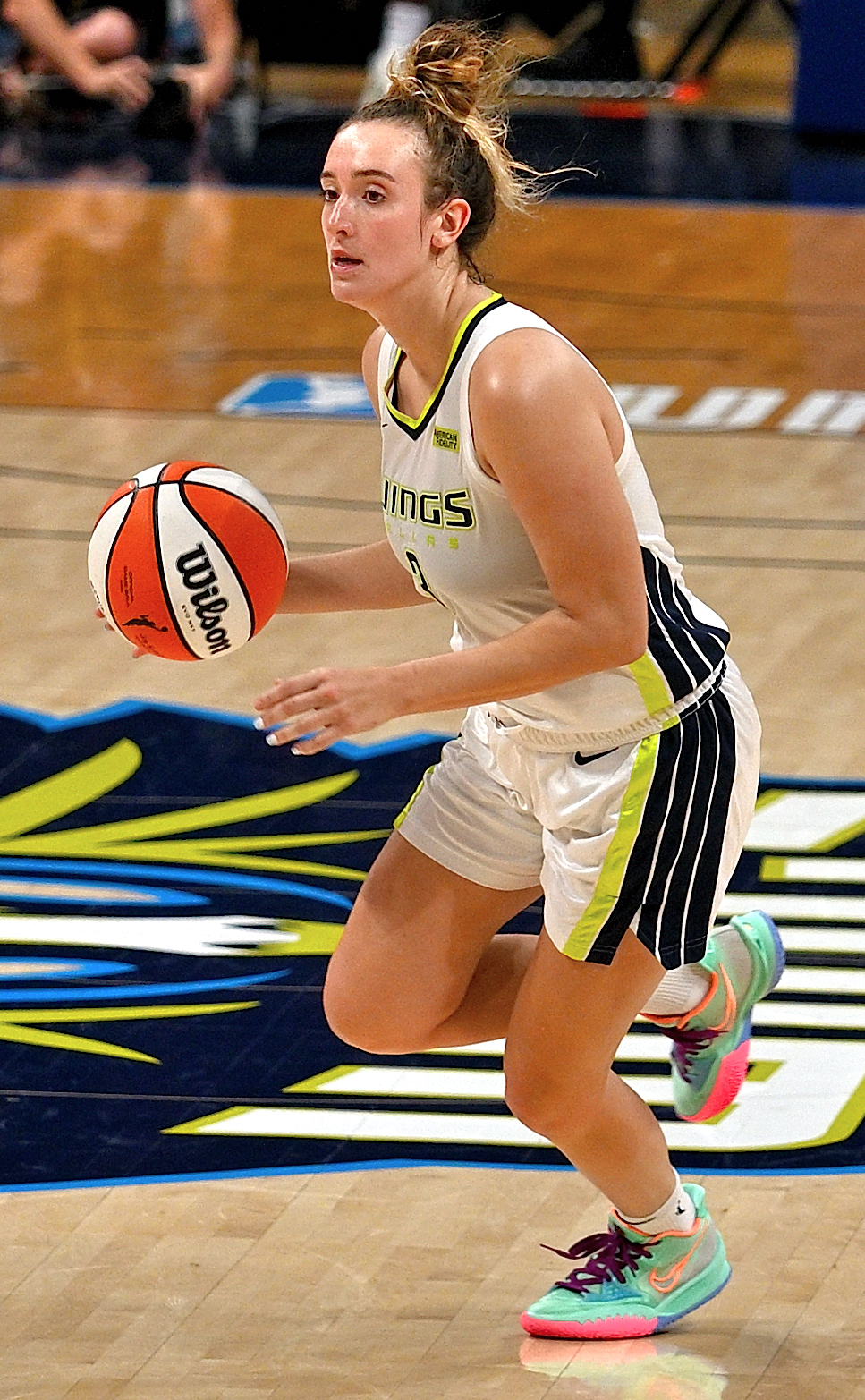
Marina Mabrey sous le maillot des Wings.

Elle est envoyée au Wings de Dallas avant le début de la saison 2020, en échange d'un choix de deuxième tour de Draft en 2021. Elle y retrouve Arike Ogunbowale, son ancienne coéquipière à Notre Dame.
Le 11 février 2023, Marina Mabrey s'engage avec le Sky de Chicago, transférée dans le cadre d'un échange à quatre équipes impliquant le Liberty de New York et le Mercury de Phoenix.
Marina Mabrey rejoint le Sun du Connecticut durant la saison 2024. Elle est échangée le 17 juillet contre deux joueuses, Rachel Banham et Moriah Jefferson, le choix de premier tour du Sun en 2025 et le droit d'échanger des choix de premier tour en 2026. Le Sun reçoit également le choix de deuxième tour de Chicago en 2025 dans le cadre de l'échange. Le Sun occupe alors la deuxième place du classement WNBA avec 18 victoires pour 6 défaites alors que le Sky est huitième (10-14).

#### Europe
Marina Mabrey participe notamment à trois campagnes d'Euroligue, en 2019-2020 avec le TTT Riga en Lettonie, en 2022-2023 avec le Famila Schio en Italie et en 2023-2024 avec le Çukurova BK Mersin en Turquie.

#### Unrivaled
Le 17 août 2024, la nouvelle ligue de basket-ball à trois, Unrivaled, annonce la participation de Marina Mabrey à sa première saison en janvier 2025.
Cette ligue a été créée par Breanna Stewart et Napheesa Collier. Elle réunit trente-six joueuses réparties en six équipes et les matchs ont lieu à Miami. Marina Mabrey est la 13e joueuse révélée. Elle évolue pour le Phantom Basket Club entraîné par Adam Harrington. Dans cette équipe, elle retrouve Katie Lou Samuelson et Satou Sabally, avec qui elle a joué à Dallas.